# 约翰·亨德里
约翰·格拉坦·亨德里（英語： John Grattan Hendrie，1963年10月24日—）是一名苏格兰退役职业足球运动员，司职前锋。
他的职业生涯始于考文垂城，但后来他转会至布拉德福德城，在联赛里他上场了173次，赢得了一场晋级，差点错过了另一场。在效力于纽卡斯尔联和利兹联之后，他转会到了米德尔斯堡，在米德尔斯堡他一共打进了44个进球。当他被巴西球员儒尼尼奥取代时，他转会去了巴恩斯利，在那里他完成了自己的职业生涯并执教。
他的叔叔是另一位苏格兰前职业足球运动员保罗·亨德里。保罗两个儿子也为足球运动员（约翰的表兄弟）；李·亨德里在曾在1998年为英格兰队出场，而斯图尔特·亨德里则为莫克姆效力。

## 教练生涯
1999年4月19日，约翰·亨德里在执教巴恩斯利一个赛季后被解雇，因为他未能获得晋级附加赛的席位。

## 荣誉

### 球员
布拉德福德城
- 英格兰丙级联赛： 1984–85

利兹联
- 英格兰乙级联赛： 1989–90

米德尔斯堡
- 英格兰甲级联赛： 1994-95